# 卡罗莱纳美洲狮队
卡罗莱纳美洲狮队（英語：Carolina Cougars）是美国篮球协会(ABA)1969年至1974年间的一支职业篮球队。球队是从之前1967年成立的ABA球队休斯敦小牛队所延续下来的。1969年下半年在度过三个平庸赛季后的小牛队从休斯敦迁来了北卡罗莱纳州。美洲狮队的球队色为绿色，蓝色和白色。

## 历史

### 迁来北卡罗莱纳
卡罗莱纳美洲狮队的球队历史始于1969年原属休斯敦的一支ABA球队迁来北卡罗莱纳州。在1970年代，北卡罗莱纳州没有一个大都会地区拥有一支职业运动俱乐部，所以球队的拥有者决定将球队迁往北卡来作为球队的新主场。球队使用过的球场包括有格林斯波罗球场，夏洛特球场，J·S·道顿球场。

### 早期表现
早期，美洲狮队在球场上的表现不是特别的成功，在1969/70赛季球队的战绩为42胜42负，1970/71赛季的战绩是34胜50负，1971/72赛季球队的战绩为35胜49负。只有在1969/70赛季美洲虎队打入了ABA联盟的季後赛，但是在第一轮的东区半决赛中被当时十分强大的印第安那步行者队所淘汰。儘管如此，美洲狮队还是拥有着良好的球迷群，尤其是在格林斯波罗地区。

### 球队战绩最佳时期
在1972年-1973年期间, 卡罗莱纳美洲狮队聘用了ABA退役球员賴瑞·布朗(Larry Brown)和前美洲狮队球员道奇·莫(Doug Moethe)作为球队教练。1972/73赛季美洲狮队拥有了多位富有天资的球员比利·坎宁安，乔·考德威尔(Joe Caldwell)和马克·卡尔文(Mack Calvin)。这三位球员全都出现在这一赛季的ABA全明赛中，比利·坎宁安当选为联赛最有价值球员。卡罗莱纳美洲狮队常规赛取得了ABA联盟最佳战绩57胜27负，在其侯赛首轮比赛中4-1淘汰了纽约网队，但是在随后的东区决赛中球队3-4惜败在肯塔基上校队手中。

### 迁离北卡並易名
在1973-1974赛季是卡罗莱纳美洲狮队在北卡罗莱纳州的最后一个赛季。因为伤病和队内的不合球队在常规赛取得了不错的47胜37负的成绩但是季候赛首轮东区半决赛中0-4被肯塔基上校队横扫。随后在1974年，美洲狮队迁去密苏里州並且将球队名字改为圣路易斯灵魂直到1976年ABA联盟被兼併。美洲狮队总体来说是比较成功的並且和其他ABA球队相比拥有更多支持球队的球迷；不过这些元素仍然不足够将美洲狮队留在北卡罗莱纳州。1988年职业篮球队才再一次的回到北卡罗莱纳，这一次是NBA球队夏洛特黄蜂队，随后黄蜂在2002年迁去了新奥尔良。两年后的2004/05赛季一支NBA新军夏洛特山猫队使得北卡罗莱纳州再一次拥有了一支高级别的职业篮球队。